# Copa Intertoto da UEFA de 2001
A Copa Intertoto da UEFA de 2001 foi a 7ª edição da prova, ganha pelo Aston Villa, Paris Saint-Germain, e Troyes. As três equipas qualificaram-se para a Copa da UEFA de 2001-02.

## 1ª Eliminatória
Os jogos realizaram-se a 16 e 17 de Junho para a primeira mão e 23 e 24 de Junho os da segunda mão.
| Equipe 1                         | Total      | Equipe 2                       | 1.º jogo | 2.º jogo   |
| -------------------------------- | ---------- | ------------------------------ | -------- | ---------- |
| NK Zagreb                        | 2-3        | FK Pobeda                      | 1-2      | 1-1        |
| FC Universitatea Craiova         | 4-3        | KS Bylis                       | 3-3      | 1-0        |
| Dyskobolia Grodzisk Wielkopolski | 1-4        | PFC Spartak Varna              | 1-0      | 0-4        |
| Hapoel Haifa FC                  | 5-0        | FC TVMK                        | 2-0      | 3-0        |
| FK Ekranas                       | 2-2 (g.p.) | FC Artmedia Bratislava         | 1-1      | 1-1        |
| Tatabánya FC                     | 5-4        | FC Shirak                      | 2-3      | 3-1        |
| Zagłębie Lubin                   | 4-1        | Hibernians F.C.                | 4-0      | 0-1        |
| Aarhus GF                        | 2-7        | NK Publikum                    | 1-0      | 1-7        |
| Dundee FC                        | 2-5        | FK Smederevo                   | 0-0      | 2-5        |
| UE Sant Julià                    | 1-9        | Lausanne Sports                | 1-3      | 0-6        |
| FC Jazz                          | 2-2 (g.f.) | Gloria Bistriţa                | 1-0      | 1-2        |
| Anorthosis Famagusta FC          | 0-9        | NK Slaven Belupo               | 0-2      | 0-7        |
| NK Čelik Zenica                  | 6-3        | Denizlispor                    | 1-0      | 5-3        |
| FC WIT Georgia                   | 2-2 (g.f.) | SV Ried                        | 1-0      | 1-2        |
| Carmarthen Town F.C.             | 0-3        | AIK                            | 0-0      | 0-3        |
| B68 Toftir                       | 2-4        | K.S.C. Lokeren Oost-Vlaanderen | 2-4      | 0-0        |
| Dinamo Minsk                     | 7-1        | CS Hobscheid                   | 6-0      | 1-1        |
| Tiligul Tiraspol                 | 4-1        | Cliftonville F.C.              | 1-0      | 3-1 (a.p.) |
| UMF Grindavík                    | 3-1        | FK Vilash Masalli              | 1-0      | 2-1        |
| Cork City F.C.                   | 1-3        | FHK Liepājas Metalurgs         | 0-1      | 1-2        |

Legenda:
- g.f. - equipa apurou-se pela Regra do gol fora de casa
- g.p. - equipa apurou-se após disputa de desempate por penalties
- a.p. - equipa apurou-se após prorrogação

## 2ª Eliminatória
Os jogos realizaram-se a 30 de Junho e 1 de Julho para a primeira mão e 7 e 8 de Julho os da segunda mão.
| Equipe 1               | Total | Equipe 2                       | 1.º jogo   | 2.º jogo |
| ---------------------- | ----- | ------------------------------ | ---------- | -------- |
| NK Čelik Zenica        | 1-2   | KAA Gent                       | 1-0        | 0-2      |
| Odense BK              | 2-4   | AIK                            | 2-2        | 0-2      |
| Paris Saint-Germain    | 7-1   | FC Jazz                        | 3-0        | 4-1      |
| FC Basel               | 5-0   | UMF Grindavík                  | 3-0        | 2-0      |
| Troyes AC              | 7-1   | FC WIT Georgia                 | 6-0        | 1-1      |
| SK Sturm Graz          | 3-4   | Lausanne Sports                | 0-1        | 3-3      |
| FHK Liepājas Metalurgs | 4-8   | SC Heerenveen                  | 3-2        | 1-6      |
| NK Slaven Belupo       | 2-0   | SC Bastia                      | 1-0        | 1-0      |
| FK Pobeda              | 4-1   | Çaykur Rizespor                | 2-1        | 2-0      |
| TSV 1860 München       | 6-3   | FK Smederevo                   | 3-1        | 3-2      |
| 1. FC Slovácko         | 5-4   | FC Universitatea Craiova       | 3-2        | 2-2      |
| PFC Spartak Varna      | 2-5   | SC Tavriya Simferopol          | 0-3 (f.c.) | 2-2      |
| Tiligul Tiraspol       | 1-5   | Tatabánya FC                   | 1-1        | 0-4      |
| NK Publikum            | 6-1   | FC Artmedia Bratislava         | 5-0        | 1-1      |
| Dinamo Minsk           | 3-0   | Hapoel Haifa FC                | 2-0        | 1-0      |
| Zagłębie Lubin         | 3-4   | K.S.C. Lokeren Oost-Vlaanderen | 2-2        | 1-2      |

Legenda
- f.c. - jogo perdido por falta de comparência

## 3ª Eliminatória
Os jogos realizaram-se a 14 e 15 de Julho para a primeira mão e 21 de Julho os da segunda mão.
| Equipe 1              | Total    | Equipe 2            | 1.º jogo | 2.º jogo |
| --------------------- | -------- | ------------------- | -------- | -------- |
| Lokeren               | 0–5      | Newcastle           | 0–4      | 0–1      |
| FK Chmel Blšany       | 1–0      | FK Pobeda           | 0–0      | 1–0      |
| Rennes                | 7–4      | 1. FC Slovácko      | 5–0      | 2–4      |
| NK Slaven Belupo      | 2–3      | Aston Villa         | 2–1      | 0–2      |
| RKC Waalwijk          | 2–5      | TSV 1860 München    | 1–2      | 1–3      |
| Wolfsburg             | 4–3      | Dinamo Minsk        | 4–3      | 0–0      |
| Werder Bremen         | 3–3 (gf) | Gent                | 2–3      | 1–0      |
| Brescia               | 3–2      | Tatabánya FC        | 2–1      | 1–1      |
| Troyes                | 4–2      | AIK                 | 2–1      | 2–1      |
| SC Tavriya Simferopol | 0–5      | Paris Saint-Germain | 0–1      | 0–4      |
| Basel                 | 5–3      | Heerenveen          | 2–1      | 3–2      |
| NK Publikum           | 1–1 (gf) | Lausanne Sports     | 1–1      | 0–0      |

## Semifinais
Os jogos realizaram-se a 25 de Julho e 1 de Agosto.
| Equipe 1     | Total    | Equipe 2            | 1.º jogo | 2.º jogo |
| ------------ | -------- | ------------------- | -------- | -------- |
| Rennes       | 2–2 (gf) | Aston Villa         | 2–1      | 0–1      |
| Gent         | 1–7      | Paris Saint-Germain | 0–0      | 1–7      |
| Blšany       | 3–4      | Brescia             | 1-2      | 2-2      |
| Basel        | 5–2      | Lausanne Sports     | 3–0      | 2–2      |
| 1860 München | 3–6      | Newcastle           | 2–3      | 1–3      |
| Troyes       | 3–2      | Wolfsburg           | 1–0      | 2–2      |

## Finais
Os jogos realizaram-se a 7 e 21 de Agosto.
| Equipe 1            | Total    | Equipe 2    | 1.º jogo | 2.º jogo |
| ------------------- | -------- | ----------- | -------- | -------- |
| Basel               | 2–5      | Aston Villa | 1–1      | 1–4      |
| Paris Saint-Germain | 1–1 (gf) | Brescia     | 0–0      | 1–1      |
| Troyes              | 4–4 (gf) | Newcastle   | 0–0      | 4–4      |